# Aleksandăr Panajotov Aleksandrov
Aleksandăr Panajotov Aleksandrov (in bulgaro Александър Панайотов Александров?; 1º dicembre 1951) è un cosmonauta bulgaro.

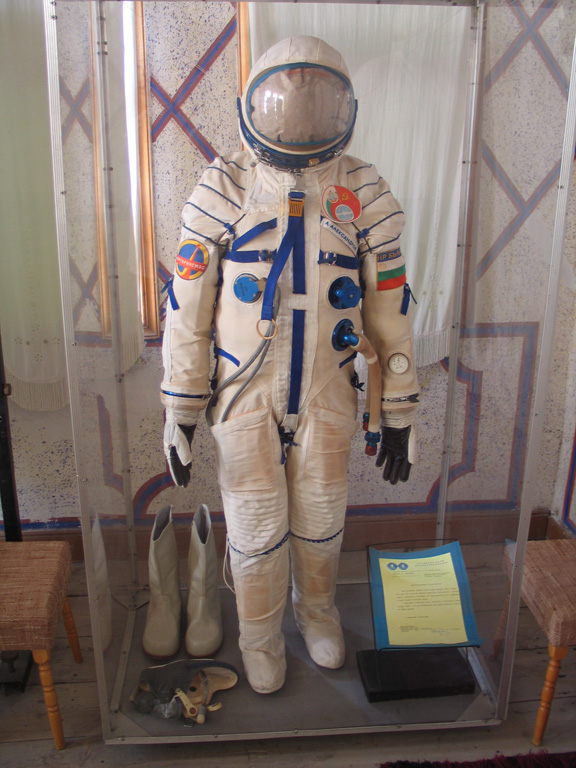
La tuta spaziale di Aleksandăr Aleksandrov

Venne selezionato come cosmonauta il 1º marzo 1978 e scelto come riserva per il volo Sojuz 33. Fu scelto come cosmonauta scienziato per la Sojuz TM-5, partendo il 7 giugno 1988 e atterrando con la Sojuz TM-4 il 17 giugno dello stesso anno. Si ritirò subito dopo dal corpo dei cosmonauti passando a lavorare in un centro di ricerche.
È sposato e ha un figlio.